# المدرسة الأمريكية (اليمن)
المدرسة الأمريكية هي مدرسة دولية خاصة تقع في صنعاء، اليمن.,

## الروابط الخارجية
1. ↑  "Profile." American School. نسخة محفوظة 30 يونيو 2017 على موقع واي باك مشين.
2. ↑  "Home." American School. نسخة محفوظة 28 أبريل 2016 على موقع واي باك مشين.

- American School